# Anabela Braz Pires
Anabela Braz Pires, művésznevén Anabela (Almada, 1976. szeptember 22. –) portugál énekesnő. Portugáliát képviselte az 1993-as Eurovíziós Dalfesztiválon A cidade (até ser dia) című dalával, ahol 60 pontot szerezve a 10. helyezést érte el.

## Élete
1976-ban született egy három gyermekes család legkisebb gyermekeként. Nyolc évesen kezdett el énekelni, különböző gyermekfesztiválokon vett részt. 1989-ben, 12 éves korában megnyerte a Grande Noite do Fado versenyt, ami kisebb lökést adott pályafutásának. Ugyanebben az évben Portugáliát képviselte a holland UNICEF dalfesztiválon, ahol második helyezést ért el és elnyerte a legjobb dalszerzésért járó Danny Kaye-díjat.
1993-ban Anabela képviselte hazáját az Eurovíziós Dalfesztiválon, miután A cidade (até ser dia) c. dala megnyerte a portugál nemzeti válogatót. A dal végül 60 ponttal a tizedik helyezést szerezte meg.
2015-ben feleségül vette Vítor Estevest. 2017-ben bejelentette, hogy babát vár. 

## Diszkográfia
- Anabela (CD, Ovação, 1991)
- Encanto (CD, Ovação, 1992)
- A cidade, até ser dia (CD, Discossete, 1993)
- Primeiras Águas (CD, Movieplay, 1996)
- Origens (CD, Movieplay, 1999)
- Aether (CD, Elec3city, 2005)
- Encontro (CD, Zona Música, 2006)
- Nós (CD, iPlay, 2010)